# 北海道道81号岩見沢石狩線

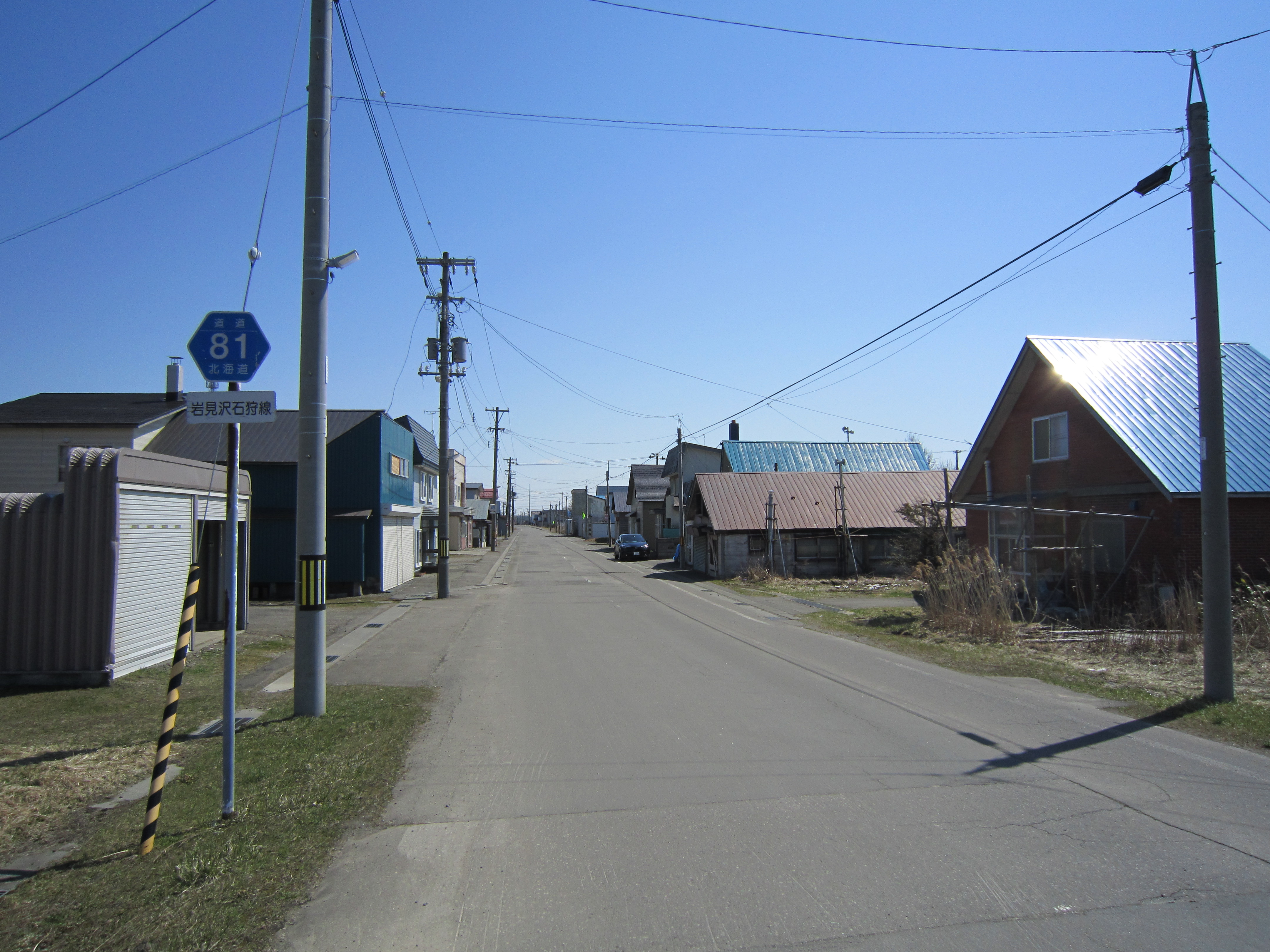
終点・石狩市八幡より南東を望む

北海道道81号岩見沢石狩線（ほっかいどうどう81ごう いわみざわいしかりせん）は、北海道岩見沢市と石狩市を結ぶ道道（主要地方道）である。

## 概要

### 路線データ
- 起点：北海道岩見沢市上幌向南1条6丁目（国道12号交点）
- 終点：北海道石狩市八幡1丁目
- 総延長：35.661 km[1]
- 実延長：34.521 km[1]
- 重用延長：1.140 km[1]

### 道路管理者
- 空知総合振興局 札幌建設管理部 岩見沢出張所
- 空知総合振興局 札幌建設管理部 当別出張所

## 歴史
- 1972年（昭和47年）2月4日 - 719号として路線認定[2]。
- 1993年（平成5年）5月11日 - 建設省から、道道岩見沢石狩線が岩見沢石狩線として主要地方道に指定される[3]。
- 1994年（平成6年）10月1日 - 路線番号を81号に変更[4]。
- 2003年（平成15年）4月1日 - 国道337号当別バイパス供用に伴い、当別町栄町と石狩市八幡2丁目の間の国道337号との重複を解除。

## 路線状況

### 重複区間
- 北海道道1121号月形幌向線（岩見沢市北村幌達布 - 新篠津村第47線北）
- 北海道道139号江別奈井江線（岩見沢市北村幌達布 - 新篠津村第47線北）
- 国道275号（当別町樺戸町 - 当別町栄町）
- 北海道道366号石狩当別停車場線（当別町弥生）

### 道路施設

#### 主な橋梁
- 上幌向西陸橋（212 m、函館本線、岩見沢市）
- 北幌橋（143 m、幾春別川、岩見沢市）
- 大沼橋（301 m、大沼、岩見沢市）
- 新水路橋（199 m、旧美唄川、岩見沢市）
- たっぷ大橋（825 m、石狩川、岩見沢市）
- 北2号橋（87 m、篠津運河、新篠津村）
- 当別大橋（156 m、当別川、当別町栄町 - 当別町幸町）
- 当別橋（44 m、パンケチュウベシナイ川、当別町幸町 - 当別町弥生）

## 地理

### 通過する自治体
- 空知総合振興局
  - 岩見沢市
- 石狩振興局
  - 石狩郡新篠津村
  - 石狩郡当別町
  - 石狩市

### 交差する道路
岩見沢市

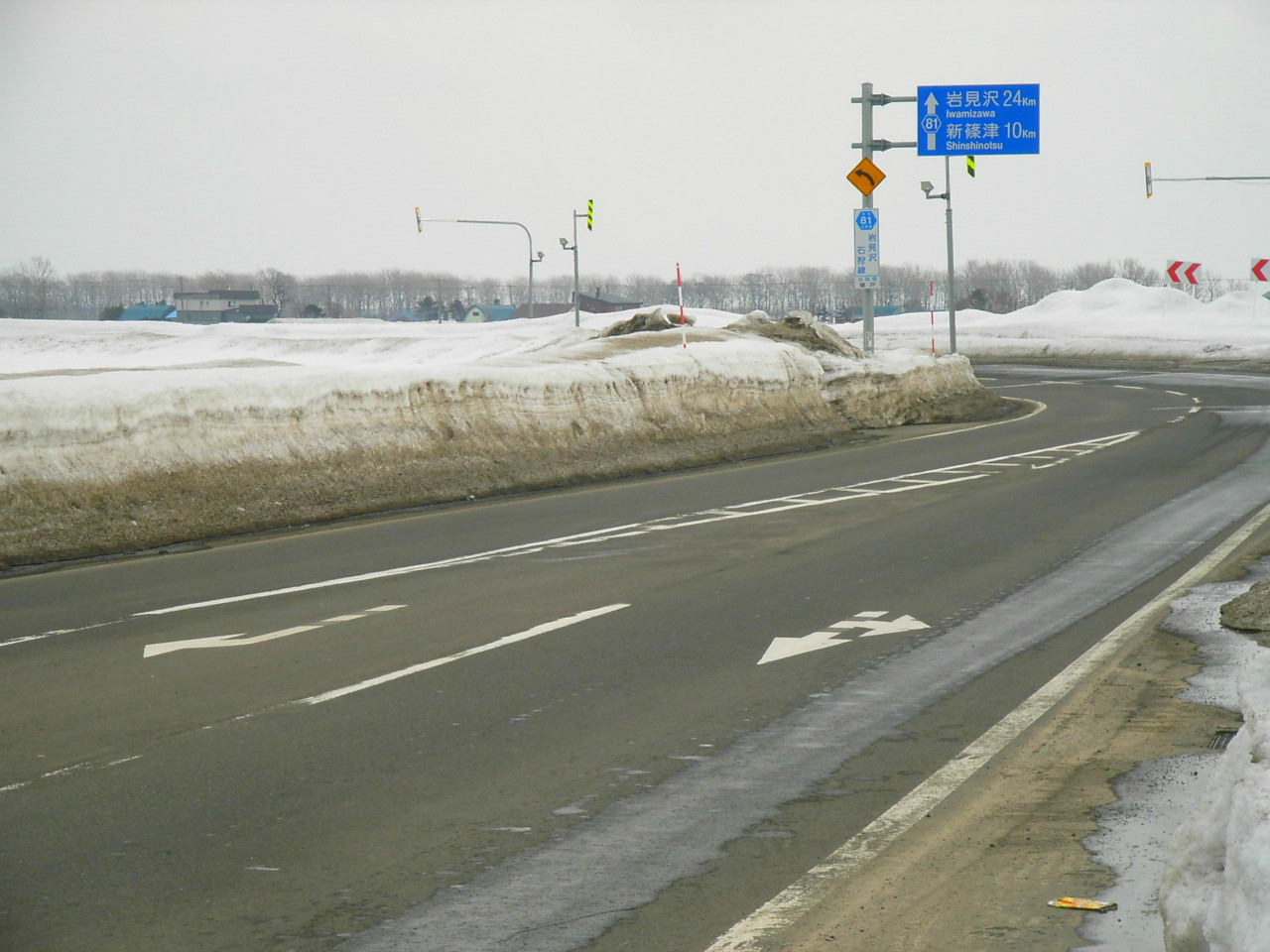
当別町樺戸町（2005年3月）

- 国道12号 - 上幌向南1条6丁目（起点）
- 北海道道1121号月形幌向線 - 北村幌達布
- 北海道道139号江別奈井江線 - 北村幌達布

新篠津村
- 北海道道139号江別奈井江線 - 第47線北
- 北海道道1121号月形幌向線 - 第47線北
- 北海道道887号中原金沢線 -第36線北

当別町
- 国道275号 - 樺戸町
- 北海道道28号当別浜益港線 - 樺戸町
- 国道275号 - 栄町
- 北海道道112号札幌当別線 - 弥生
- 北海道道366号石狩当別停車場線 - 弥生
- 北海道道527号望来当別線 - 若葉

石狩市
- 国道231号 - 八幡2丁目

### 沿線にある施設など
新篠津村
- 新篠津村役場
- 北海道信用金庫新篠津支店
- 新篠津郵便局
- 北海道新篠津高等養護学校

当別町
- 当別消防署
- 当別町スウェーデンヒルズ

石狩市
- 石狩市立石狩八幡小学校